# 硫化イットリウム(III)
硫化イットリウム(III)（りゅうかイットリウム(III)、Yttrium(III) sulfide）は、化学式がY2S3のイットリウムの硫化物である。